# Entosphenus macrostomus
Entosphenus macrostomus là một loài cá trong họ Petromyzontidae. Chúng là loại đặc hữu của Canada.